# Discographie de Dok2
Ci-dessous se trouve la discographie du rappeur sud-coréen Dok2.

## Albums
| Titre                       | Détails sur l'album                                       | Tracklist | Réf.  |
| --------------------------- | --------------------------------------------------------- | --- | ----- |
| Illstrumentalz              | Date de sortie: 14 mai 2009 Editeur: Hiphopplaya          | 1. 시작 2. B Ma Friend (ft. Jinbo) 3. I Need U 4. Heartbreakin' 5. Please 6. Get Away 7. Take My Hand (ft. DnG) 8. 헛소리 (ft. Willy Lee) 9. Dead Wrong (ft. B-ZionCJ) 10. Mystery Blues 11. Fist Of Fury (ft. DJ Friz, Willy Lee) 12. Face 2 Face 13. City Life (ft. Beenzino) 14. Crazy World (ft. Paloalto) 15. Gloomy Monday (ft. DH-Style) 16. Bittersweet (ft. Willy Lee) 17. I'mma Shine (Instrumental) (bonus track) 18. I'mma Shine (Remix) | [ 1 ] |
| Flow 2 Flow (avec Double K) | Date de sortie: 25 janvier 2011 Editeur: Hiphopplaya      | 1. 시간이됐어 (Intro) 2. Takeover 3. 21세기형 나그네 4. Hip Hop (La La La) 5. I Won't Lose (ft. B-Free) 6. Advice 2 (ft. Sean2slow) 7. Lost (ft. 박선주) 8. I'mma Die Legend (Interlude) 9. Die Legend 3 (ft. Tiger JK) 10. Break Beatz (ft. Rado) 11. Salute (ft. Bumkey) 12. 힙합 (Anthem Ver.) (ft. Beenzino, B-Free, Bizzy, Jay Park, Paloalto, Swings, The Quiett & Yankie)                                                                     | [ 2 ] |
| Hustle Real Hard            | Date de sortie: 19 avril 2011 Editeur: Hiphopplaya        | 1. 1llionaire Begins 2. It's Gon' Shine 3. Goodday (ft. Bumkey) 4. That's Me (ft. Rado) 5. My Girl 6. My Love (ft. Jay Park) 7. Don't Stop the Music 8. I Am What I Am 9. Never (ft. YDG) 10. Q.W.N.A (Questions With No Answers) 11. Hustle Real Hard (ft. Soulja Boy) 12. On My Way (ft. Zion.T) 13. Mr. Independent 2 (ft. Beenzino & The Quiett) 14. Come Closer/Flow2nite (ft. Rado & The Quiett)                                               | [ 3 ] |
| Love & Life, The Album      | Date de sortie: 24 février 2012 Label: Illionaire Records | 1. Love & Life (ft. Rado) 2. Best Time (In Our Life) 3. Let Me Love U 4. 비밀 2 (ft. Zion.T) 5. Plenty (ft. Jinbo) 6. They Love Who? 7. Leave Me Alone (Fuck You) 8. Can’t Let You Go (ft. Bumkey) 9. It's Alright 10. Lonely Nights 11. 어제 같은 오늘 | [ 4 ] |
| Multillionaire              | Date de sortie: 23 juin 2015 Label: Illionaire Records    | 1. 치키차카초코초 2. Still Me 3. 내가 (ft. Beenzino & The Quiett) 4. Multillionaire (prod. par DJ Mustard) 5. 111% 6. Spirit Of Ecstasy (prod. par Jahlil Beats) 7. More Than Just A Girl 8. 니가 없네 (ft. Junggigo) 9. Lie Down (ft. Mr. Gordo & Satbyeol) 10. Ain't Comin' Down 11. We Gotta Know 12. Still On My Way (ft. Zion.T) 13. Mr. Independent 3 (ft. Jinbo)                                                                              | [ 5 ] |

## Extended plays
| Titre         | Détails sur l'album                                   | Tracklist | Réf.  |
| ------------- | ----------------------------------------------------- | --- | ----- |
| Thunderground | Date de sortie: 25 novembre 2009 Distributeur: CJ E&M | 1. I'm Back 2. You Don't Know 3. It's Me (ft. 주영) 4. Beyond 5. Rob It (ft. Double K) 6. 64% (ft. Beatbox DG) 7. Last (ft. Mr Gordo) 8. It's Me (ft. Epik High & MYK) | [ 6 ] |
| It's We       | Date de sortie: 27 juillet 2010 Editeur: Hiphopplaya  | 1. Doin' Good 2. 119 Bounce 3. 비밀 4. So Nice 5. Try Again 6. Doin' Good (Instrumental) 7. So Nice (Instrumental) 8. Doin' Good (Remix) (ft. Jay Park)                | [ 7 ] |

## Mixtapes
| Titre                                       | Détails sur l'album                                       | Tracklist | Réf.   |
| ------------------------------------------- | --------------------------------------------------------- | --- | ------ |
| Thunderground Musik Mixtape Vol. 1          | Date de sortie: 2008                                      | 1. Intro (Ain't No Allblack) 2. Thunderground MC (ft. Dh-Style) 3. Don't Say Nuthin' 4. 이한놈 (ft. Simon Dominic, Beatbox DG & DJ Qna) 5. Oznog & Omis (ft. Simo) 6. B-Side Rap 7. Microphone Solo 8. 방법 Shit (3MC PT4) (avec Supreme Team) 9. Thunderground Movement Pt. 1 (ft. DJ Pumpkin) 10. Thunderground Movement Pt. 2 (ft. Double K) 11. Seoul, Yeouido (ft. 넋업샨 & Junggigo) 12. Thunderground Life (ft. DJ Friz & Jinbo) 13. Mindtap 14. Thunderground 태도 15. Lyrical Seduction 16. Spittin' (40 Bars) 17. Thunderground King (I'm Takin' Over) 18. Thunderground 여의도 (ft. Born Kim) 19. Dub 다 20. Callin' Me (ft. Sean2Slow) 21. Nite (Inst.) |        |
| Thunderground Mixtape Vol. 2                | Date de sortie: 6 avril 2010 Editeur: Hiphopplaya         | 1. Free #1 2. Dub G 3. It's On (ft. Simo) 4. Hypnotized 5. B-Side Rap 2 6. Tonight (ft. MYK) 7. Smiles & Crys (ft. Tablo & Willy Lee) 8. Free #2 (GonzaBoy Sell'em) 9. 비스듬히 걸쳐 (ft. Juvie Train) 10. Girl Girl (ft. The Quiett & Rado) 11. Shawty (ft. Bizzy & J-Dogg) 12. Free #3 (ft. Beatbox DG) 13. 자유와 돈 (ft. B-Free) 14. 진지3 (ft. Hotclip) 15. Gonzo State Of Mind 16. Thunderground King 2 17. Rules (Skit) 18. Hurt | [ 8 ]  |
| Rapsolute Mixtape, Vol. 1 (avec The Quiett) | Date de sortie: 2010                                      | 1. Rapsolute Magic 2. TFY 3. Diss Diss 4. 3단계 (ft. Swings) 5. iPhone Girl (ft. Crucial Star) (Prod. par G-Slow) 6. Baby Let's Go (ft. B-Free & Rado) 7. Mr. Independent 8. Forthelife (ft. Paloalto) 9. Shorty You Should Know Better 10. It's Q (Prod. par Dok2) 11. Tell Me If You Hear Me (ft. FANA) 12. Gone Home 13. Girl Girl Remix (Prod. par G-Slow) 14. 7 15. I'm Livin' (Shit Ain't Over) |        |
| Do It For The Fans                          | Date de sortie: 8 novembre 2011 Label: Illionaire Records | 1. Intro 2. Still Here 2011 3. Young King Young Boss (ft. Zion.T) 4. This Is What I Do 5. Blah Blah Blah 6. Let It Go [Remix] (ft. Cha Cha Malone) 7. How I Do 8. Bangin' Wit This 9. Hilite&Illionaire (ft. B-Free, Paloalto & The Quiett) 10. Always Awake [Remix] (ft. The Quiett) 11. Til My Time Gets Over 12. [Bonus Track] 그쯤에서 해 (ft. Beenzino & The Quiett) | [ 9 ]  |
| South Korean Rapstar Mixtape                | Date de sortie: 11 janvier 2013 Label: Illionaire Records | CD 1 1. Intro 2. Iongivafvck 3. Hulk 4. Illionaire Gangg (ft. Beenzino & The Quiett) 5. Rapstar 6. Paranormal Raptivity (ft. B Free & Okasian) 7. Realest Shit Ever 8. 100% 9. Cap Tatt Jays (ft. Juvie Train) 10. Profile (G-Mix) 11. 9.0 (ft. Take One & Ugly Duck) CD 2 1. So Real 2. Never Die 3. Came from the Bottom (G-Mix) 4. Get Dough (G-Mix) 5. Hunnit 6. 즐겨 (ft. Beenzino) 7. Turnt Up 8. I'm 1LL 9. They Love Who (Remix) (ft. Beenzino & The Quiett) 10. Hotter Than the Summer (Remix) (ft. Beenzino & The Quiett) 11. Doin' Great (ft. Jay Park)                                                                                                  | [ 10 ] |

## Singles
| Titre                                                               | Année | Tracklist |
| ------------------------------------------------------------------- | ----- | --- |
| Chapter 1 (par All Black, une collaboration entre Dok2 et Microdot) | 2006  | 1. Music (ft. 신재민) 2. 꿈 (ft. TBNY) 3. High 4. Holiday (ft. Dynamic Duo) 5. 부재 (Bonus) (ft. Bumkey)                                                            |
| I'mma Shine                                                         | 2008  | 1. 누가 막어 2. I'mma Shine (ft. Mr. Gordo) 3. Dub다 4. Oznog & Omis (ft. Simo) 5. 방법 Shit (ft. Supreme Team) 6. Thunderground Life (Remix) (ft. DJ Friz & Jinbo) |
| Rapsolute Remixes                                                   | 2010  | 1. iPhone Girl (avec The Quiett, ft. Crucial Star) 2. Girl Girl (Remix) (avec The Quiett)                                                                           |
| Fantom                                                              | 2010  | 1. Young Boss 2. Fantom (ft. Beenzino) |
| We Here (avec The Quiett)                                           | 2011  | |
| That's Me (ft. Rado)                                                | 2011  | |
| Illionaire (avec The Quiett & Beenzino)                             | 2011  | |
| 그쯤에서 해 (ft. The Quiett & Beenzino)                             | 2012  | |
| Leave Me Alone (Fuck You)                                           | 2012  | |
| Best Time (In Our Life)                                             | 2012  | |
| Rapstar                                                             | 2012  | 1. Rapstar 2. Paranormal Raptivity (ft. B-Free & Okasian) |
| 스트로베리 익스트림 페스티벌 Part 2                                 | 2013  | 1. 하룻밤 사이에 2. Turn Up To The Max |
| 나만 믿어 (avec Taewan aka C-LUV)                                   | 2013  | |
| Ruthless Part 1                                                     | 2013  | 1. 1 llin 2. Outchea 3. Hell Yeah 4. Bandz & Benz 5. All I Know (ft. Yammo)                                                                                         |
| Ruthless Part 2                                                     | 2013  | 1. Oh Yeah (Feel Good) 2. Runnin' (Final Things) 3. Boogie On & On (G-Mix) (ft. Beenzino) 4. 질러 (ft. Double K) 5. No More (G-Mix) (ft. Crush & Loco)              |
| C.U.I.O. (avec Skyzoo, Ugly Duck, Samuel Seo, High Flies)           | 2013  | |
| We Gotta Know                                                       | 2014  | 1. We Gotta Know 2. Fly Away (ft. The Quiett) |
| My Love (Piano Version)                                             | 2014  | |
| 치키차카초코초                                                      | 2014  | 1. 치키차카초코초 2. 밖에 비온다 주룩주룩 (Rain Shower G-Mix) |
| Rockin' With The Best (avec The Quiett & Beenzino)                  | 2014  | |
| Finale                                                              | 2014  | |
| Good Luck (avec The Quiett)                                         | 2014  | |
| Riatch                                                              | 2015  | |
| Multillionaire                                                      | 2015  | |
| #Jeilx                                                              | 2015  | 1. 힐끔힐끔 (avec One & The Quiett) 2. 힐끔힐끔 (Instrumental) |
| 온도차이 (avec Moonshine & StardonE)                                | 2015  | |
| Goalkeeper (avec Microdot)                                          | 2015  | |
| 요즘 내가 (avec High Brow)                                          | 2015  | |
| Future Flame                                                        | 2016  | |
| Bad Vibes Lonely (ft. Dean)                                         | 2016  | |
| 1llusion                                                            | 2016  | 1. 1llusion 2. I'm 1ll (Remix) |

Source

## En tant qu'artiste collaboratif
| Artiste               | Titre |
| --------------------- | --- |
| B-Free                | - Flashy (ft. Dok2) - 입닥쳐 (Shut Your Mouth) (ft. Reddy, Okasian, Dok2) |
| Beenzino              | - Profile (ft. Dok2 & The Quiett) - 진절머리 (ft. Dok2 & Okasian) |
| BigBoy                | - 소년원 FreeStyle Pt. 3 (ft. Digital Masta & Dok2) |
| Bizniz                | - The Show (ft. Dok2) - Good Music (ft. Yankie, Jinbo, Dok2) |
| Blue Brand            | - 비누향기 (ft. Dok2 & G.NA) |
| Bobby                 | - "L4L (Lookin' For Luv)" |
| Born Kim              | - 개소리 (ft. Juvie Train & Dok2) - 개소리 2 (ft. Dok2) |
| Buga Kingz            | - 실수 (ft. Dok2) |
| Code Kunst            | - Parachute (ft. Dok2 & Oh Hyuk) |
| Crown J               | - I Got U (ft. 샛별 & Dok2) |
| Crucial Star          | - Change Of My Life (ft. Dok2 & The Quiett) |
| Dean                  | - "I Love It" (ft. Dok2) |
| DG                    | - Party (ft. Dok2) |
| Double K              | - Advice (ft. Sean2Slow & Dok2) |
| Drunken Tiger         | - 서러운 울음소리 (Crying in Grief Sound) (ft. Sean2Slow, Bizzy, Palo Alto, Double K, & Dok2) - Die Legend (ft. Dok2 & Double K) - Die Legend 2 (ft. Dynamic Duo & Dok2) |
| D-Unit                | - Crush (ft. Dok2) |
| Dynamic Duo           | - 서커스 (ft. Dok2 & 노홍철) |
| Epik High             | - Still Here (ft. Dok2) - Rocksteady (Korean Version) (ft. Paloalto, Dok2, Beatbox DG, Beenzino) - 흉 (ft. MYK, YDG, Dok2) - Eight By Eight (ft. Double K, Dok2, TBNY, Dynamic Duo) - 420 (ft. Double K, Yankie, Dok2, Sean2slow, Dumbfounded, TopBob, & MYK)                                       |
| G-Dragon              | - 불 붙여봐라 (Light It Up) (ft. Tablo & Dok2) |
| G-Slow                | - Alonely (ft. Dok2) - Dreamality (ft. The Quiett & Dok2) |
| GRAY                  | - Dream Chaser (ft. Dok2 & Crush) |
| 지아이                | - 뻥치지마 (ft. Dok2) |
| HybRefine             | - 시간을 달리는 소녀 (ft. Dok2, Arom Of Bubble Sisters) |
| HyunA                 | - Just Follow (ft. Dok2) |
| I.F                   | - Hip Hop For Respect (ft. Verbal Jint, 각나그네, TBNY, Vasco, Simon Dominic, 가리온, Dok2, Sean2Slow, MC 성) |
| J-Dogg                | - 태도를 길러라 (ft. L.E.O, Dok2, B-Free) |
| Jay Park              | - Abandoned (ft. Dok2) - Level 1000 (ft. Dok2) - Enjoy the Show (ft. Dok2 & The Quiett) - Up and Down (ft. Dok2) - Know Your Name (ft. Dok2) - 사실이야 (1hunnit) (ft. Dok2) |
| Jazzyfact             | - 각자의 새벽 (ft. Dok2 & Beatbox DG) |
| Jerry K               | - We All Made US (ft. Paloalto, The Quiett, Deepflow, Dok2) |
| Jessica               | - My Lifestyle (ft. Dok2) |
| JJK                   | - 돌아갈 수 있다면 (ft. 각나그네 & Dok2) |
| Junsu                 | - Turn It Up (ft. Dok2) |
| Kim Hyung Jun         | - 다른 여자 말고 너 (ft. Dok2) |
| Lee Hi                | - FXXK WIT US (ft. DOK2) |
| L.E.O                 | - 누구야 + 검은띠 (ft. Dok2 & Dope Boys) (piste cachée) |
| Leo Kekoa             | - 똑바로 걸어 (ft. Dok2 & Redroc) - Wattup (ft. Dok2 & The Quiett) |
| Loquence              | - Death Note (ft. Dok2) |
| Lyn                   | - New Celebration (ft. Dok2) |
| Masta Wu              | - 이리와봐 (ft. Dok2 & Bobby) |
| Maslo                 | - Remember That (ft. Dok2) |
| Minos                 | - Bite A Fake (ft. Simon Dominic, E-Sens, Dok2, DJ Pumpkin) |
| Mr.고르도             | - T.D.I.R (ft. Dok2) |
| Nodo                  | - Black Way (ft. Dok2, The Quiett, 화나) |
| Nuoliunce             | - I Won't Give Up (ft. Dok2, Simon Dominic, Jinbo) |
| OnePiece              | - Let's Get It (ft. Dok2) |
| Orange Festival       | - Hunnit (ft. Dok2 & DJ Dopsh) |
| P&Q                   | - 지켜볼게 (ft. Dok2 & E-Sens) |
| Paloalto              | - Celebration (ft. Dok2) |
| Paloalto & The Quiett | - 지켜볼께 (ft. Dok2 & E-Sens de Supreme Team) (Remix) |
| Planet Shiver         | - Momentum (Da Planet Shiva Mix) (ft. Gaeko de Dynamic Duo, Double K, Yankie, Dok2, MYK, Tasha) |
| Prepix                | - 친구보다는 (ft. Dok2 & G.NA) - Another Day (ft. Dok2 & G.NA) |
| Primary Skool         | - City Soul (ft. Simon Dominic, Mild Beats, Dok2) - She Groove (ft. Dok2) |
| Primary & Mild Beats  | - Microphone Solo (ft. Dok2) |
| Primary               | - Mine Tonight (ft. Dok2 & Jinbo) |
| Sojin                 | - Finale (ft. Dok2) |
| The Quiett            | - Give It To H.E.R. (ft. Leo Kekoa, Simon Dominic, Dok2) - Sky's the Limit (ft. Dok2) - Did It Again (ft. DJ Wegun & Dok2) - Welcome To The Show (Remix) (ft. Beenzino & Dok2) - Gettin' Rich (ft. Dok2 & Jay Park) - 2 Chainz & Rollies (ft. Dok2) - 1llionaire so Ambitious (ft. Dok2 & Beenzino) |
| Rhymebus              | - Dangerous (ft. Supreme Team & Dok2) |
| Simon Dominic         | - 서커스 2008 (ft. Dok2 & E-Sens) (produit par Dok2) - Tear Me Down (ft. Dok2) |
| Swings                | - 일 안해도 돼 (ft. 단아, The Quiett, Dok2) |
| Smokie J              | - Players (ft. Juvie Train, Bizzy, Double K, Dok2) |
| Supreme Team          | - 부적응: 3 MC Part 4.5 (ft. Gonzo Tha Notorious Kid) |
| TBNY                  | - F.U. (ft. Dok2 & Double K) |
| URD                   | - Break The Wall (ft. Yankie, 화영, Dok2) |
| Yankie                | - 1225 (ft. Dok2, MYK, 샛별) - Music That Was (ft. Dok2) |
| YDG                   | - Give It To Me (ft. Dok2 & The Quiett) |
| Zion.T                | - Click Me (ft. Dok2) |
| 2LSON                 | - The Lady (ft. Bumkey & Dok2) |
| Niel                  | - Lovekiller (ft. Dok2) |